# 시그마 SD10

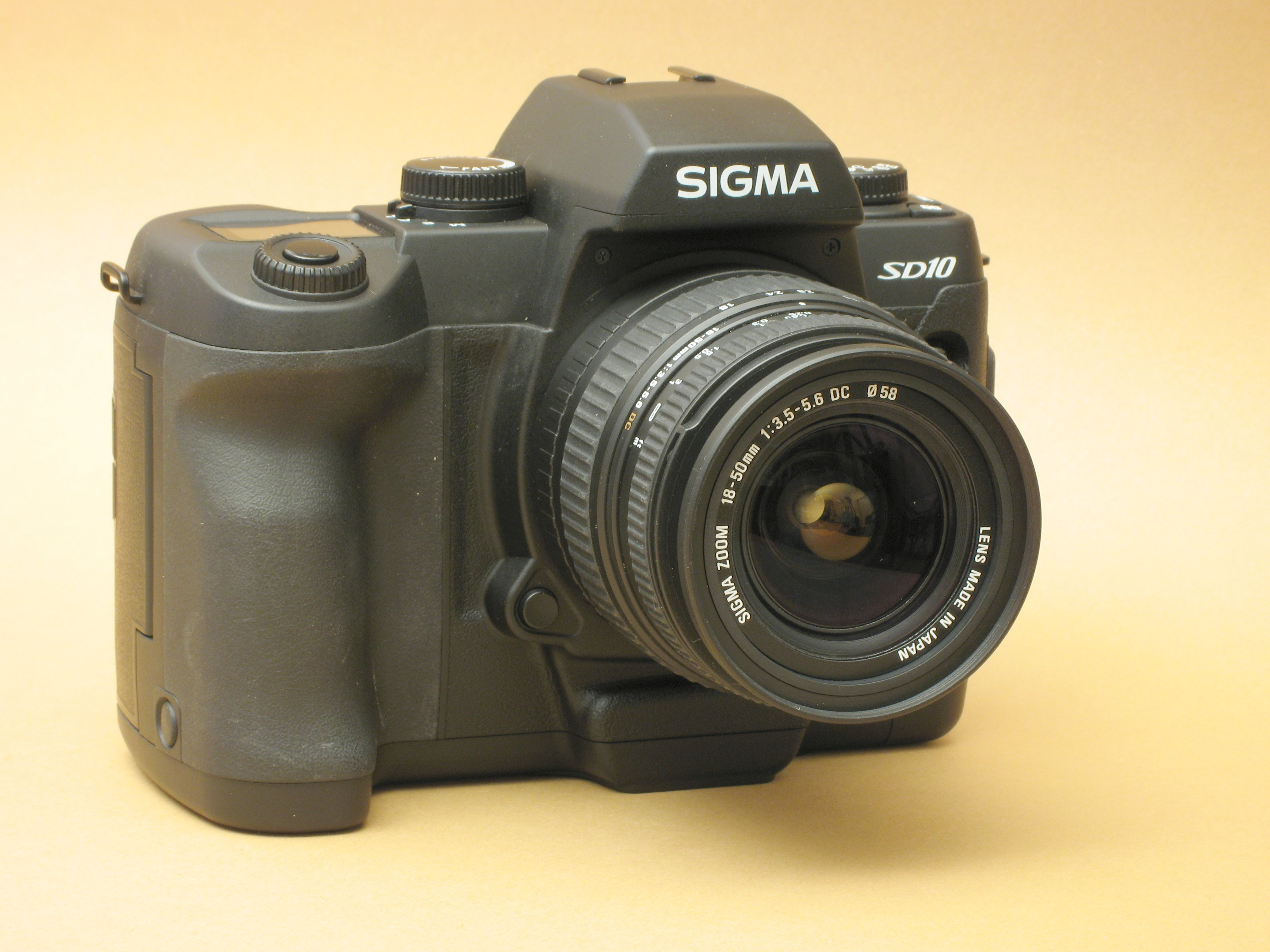
시그마 SD10

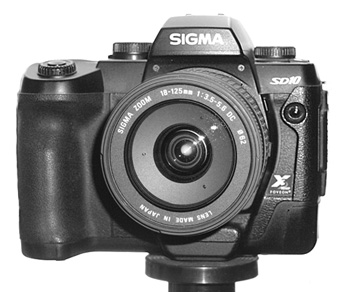

시그마 SD10(Sigma SD10)는 시그마의 디지털 SLR이다. 2003년 10월 27일에 발표되었다. 후속 모델은 시그마 SD14이다. SD10에서는 전 모델인 시그마 SD9의 여러 문제점들이 해결되었다.
SD10은 포비온 X3 이미지 센서 F7X3-C9110를 사용하고 있다. F7X3-C9110는 SD9에 쓰인 센서보다 여러 면에서 개선된 성능을 가지고 있다. 약 1029 만개의 수광소자(photodetector)로 이루어진 약 343 만 유효 화소를 가지고 있다. 1개의 픽셀이 하나의 색상만을 인식하는 베이어 센서의 픽셀과 다르게, 포비온 X3의 픽셀은 R, G, B 3가지 색상을 모두 인식한다.
일반적인 상황에서 SD10 센서의 해상력은 약 5~7백만 베이어 센서와 유사하다고 평가된다. 
SD10에는 앤티 앨리어싱 필터가 없지만, 포비온 X3 센서에 앤티 앨리어싱 필터가 필요 없는 것은 아니다. 앤티 앨리어싱 필터가 없는 베이어 센서 보다 그 정도가 덜 하지만, SD10에도 모아레가 나타난다.

## 같이 보기
- 시그마 SD9
- 시그마 SD14